# البجه، حماة
البجه (به عربی: البجة) یک روستا در سوریه است که در ناحیه حربنفسه واقع شده‌است. البجه ۵۳۱ نفر جمعیت دارد.